# Rabastens-de-Bigorre
Rabastens-de-Bigorre là một xã thuộc tỉnh Hautes-Pyrénées trong vùng Occitanie tây nam nước Pháp. Xã này nằm ở khu vực có độ cao từ 191-280 mét trên mực nước biển.